# Strigogyps
A Strigogyps a madarak (Aves) osztályának kígyászdaru-alakúak (Cariamiformes) rendjébe, ezen belül a fosszilis Ameghinornithidae családjába tartozó nem. Korábban ezt a madárnemet családjával együtt a darualakúak (Gruiformes) rendjébe sorolták.

## Leírása
A Strigogyps madárnem fajai a középső eocén és a kora oligocén korszakokban éltek (körülbelül 40-28,4 millió évvel ezelőtt), azon a helyen, ahol ma a németországi Messel lelőhely, valamint Franciaország található. Körülbelül akkorák lehettek, mint egy nagyobb csirke, testtömegük alig érte el az 1 kilogrammot. A szárny- és lábcsontok méretének aránya arra hagy következtetni, hogy ezek a madarak röpképtelenek voltak. A lábak felépítése arra utal, hogy nem voltak gyors futók, inkább nyugodtan járkáltak ide-oda, életmódjuk a dobosdarufélékére (Psophiidae) hasonlíthatott. Más kígyászdaru-alakúaktól eltérően, meglehet, hogy növényevő állatok voltak.
Az elsőként leírt fajt, a Strigogyps sapeát először az Aenigmavis nembe helyezték, és azt hitték róla, hogy a gyilokmadarak egyik ősibb képviselője; manapság tudjuk, hogy csak egy távoli rokona. A Strigogyps nemet először a bagolyalakúak rendjébe helyezték, utána pedig a Sophiornithidae családba. 2007-ben Peters az Ameghinornithidae családba sorolta a Strigogypsot.

## Rendszerezés
A nembe az alábbi 3 faj tartozik:
- Strigogyps dubius Gaillard, 1908 - típusfaj[4]
- Strigogyps robustus (Lambrecht, 1935) - szinonimái: Eocathartes robustus, Geiseloceros robustus[5][6]
- Strigogyps sapea (Peters, 1987)  - szinonimája: Aenigmavis sapea[7]

### Fordítás
- Ez a szócikk részben vagy egészben  a   Strigogyps című angol Wikipédia-szócikk ezen változatának fordításán alapul.  Az eredeti cikk szerkesztőit annak laptörténete sorolja fel. Ez a jelzés csupán a megfogalmazás eredetét és a szerzői jogokat jelzi, nem szolgál a cikkben szereplő információk forrásmegjelöléseként.